# الإمامة والسياسة (كتاب)
الإمامة والسياسة «المعروف بتاريخ الخلفاء» كتاب مرويات تاريخية إسلامية يتناول إمامة المسلمين «الخلافة» بعد وفاة النبي محمد وحتى عهد الخليفة العباسي المأمون، يُنسب كما ورد في مخطوطاته إلى الفقيه الأديب المؤرخ والمحدّث ابن قتيبة الدينوري (توفي: 276 هـ) الذي عاصر العهد الثاني للدولة العباسية، ولكن هذه النسبة باتت محل شك وجدل بعدما تناولها الكثير من المتخصصين بالبحث والتحقيق خلصوا بعدها لإبطال نسبة الكتاب لابن قتيبة، ومع ما تفرّد به الكتاب من نصوص تكاد لا توجد في غيره، إلا أن عديدًا من مروياته فضلًا عن التشكيك في نسبته لابن قتيبة تسببت في إبعاده عن لائحة المصادر الرصينة.

## موضوع الكتاب ومنهجه
سرد لمرويات تاريخية إسلامية حول إمامة المسلمين بعد وفاة النبي محمد مرورًا بالعصر الأموي وحتى عهد الأمين والمأمون أبان حكم الدولة العباسية نهاية القرن الثاني وبدايات القرن الثالث الهجري، وما رافق ذلك من فتن وسجالات بين المسلمين إضافةً لأحداث وأيام مفصلية كان لها ما بعدها، يولي الكتاب اهتمامًا بالحجاز خصوصًا المدينة المنورة وأوضاعها الاقتصادية وانعكاس ذلك على الوضع الاجتماعي فيها.
لم يولي الكتاب اهتمامًا بالفتوحات الإسلامية باستثناء ما ذكره عن فتوحات المغرب والأندلس، ويُحسب له تركيزه على العهد الأموي دون التحامل على الأمويين ودون التعصّب لخصومهم.
تخلو الكثير من مرويات الكتاب من الإسناد، وتتردد عبارات مثل: «وذكروا»، أو «حدثنا بعض مشائخ المغرب» وصياغات أخرى مشابهة في مطلع الرواية، دون أن يذكر من هم أو يحدد مصدر الرواية الأصلي. يشوب الكتاب كذلك عديد المغالطات التاريخية، فتتعارض بعض مروياته مع ما ورد في مراجع التاريخ المُعتبرة.

## الجدل حول مؤلفه
وضع الكتاب قديمًا وحديثًا موضع التدقيق والتمحيص عند العلماء والباحثين، المسلمين والمستشرقين، نظرًا للفترة الهامة التي تناولها من التاريخ الإسلامي عدا عن الأهمية البالغة لموضوع إمامة المسلمين، وخلُص بعضهم لإظهار دلائل وإشارات من الكتاب نفسه تجزم بنفي نسبته لابن قتيبة، وأبدى البعض الآخر شكه في صحة هذه النسبة، ومن أبرز ما يؤخذ على الكتاب: تعارض رواياته مع أخرى في كتب التاريخ المعتبرة، أن الذين ترجموا لابن قتيبة لم يذكروا أن له كتاب بهذا الاسم، أن أسلوب القول فيه يخالف أسلوب ابن قتيبة، والكتاب يُشعِر أن مؤلفه كان بدمشق، والمعروف أن ابن قتيبة لم يخرج من بغداد إلا إلى الدينور، وغيرها الكثير من الإشارات.

### بعض الآراء حول الكتاب
- المؤرخ أبو بكر ابن العربي، في كتابه «العواصم من القواصم»، انتقد بشدة مرويات الكتاب وفندّها، وتحامل على ابن قتيبة تبعًا لذلك مشترطًا صحة نسبته إليه.[3]
- الدكتور علي نفيع العلياني في كتابه «عقيدة الإمام بن قتيبة»، ذكر الكتاب وذكر مآخذه عليه، ورجّح أن كتابه من الروافض، وأردف عنه ما نصه: «أراد إدماج هذا الكتاب في كتب ابن قتيبة نظرًا لكثرتها ونظرًا لكونه معروفًا عند الناس بانتصاره لأهل الحديث، وقد يكون من رافضة المغرب، فإن ابن قتيبة له سمعة حسنة في المغرب.» وساق بعدها أدلته حول ذلك.[4]
- مشهور بن حسن آل سلمان في كتابه «كتب حذر منها العلماء»، ذكر الكتاب ونصه: «الإمامة والسياسة : كتاب مكذوب على ابن قتيبة (رحمه الله تعالى)، وعلى الرغم من ذلك؛ فهو مصدر هام عند كثير من المؤرخين المعاصرين، ويجب التعامل مع هذا الكتاب بحذر شديد؛ إذ حوى مغالطات كثيرة.» وساق يعدها أدلته حول ذلك.[5]
- الدكتور عبد الله عسيلان ألّف كتيّبٍا بعنوان: «كتاب الإمامة والسياسة في ميزان التحقيق العلمي» ساق فيه اثني عشر دليلاً على بطلان نسبة هذا الكتاب لابن قتيبة.[2]
- الأديب ومحقق التراث محب الدين الخطيب، في تحقيقه لكتاب ابن قتيبه «الميسر والقداح» ساق إشاراتٍ من الكتاب تُريبه في نسبته لابن قتيبة واستدل بأقوالٍ لغيره، كانت لديهم ذات الريبة.[6]